# Leonard Jabrzemski

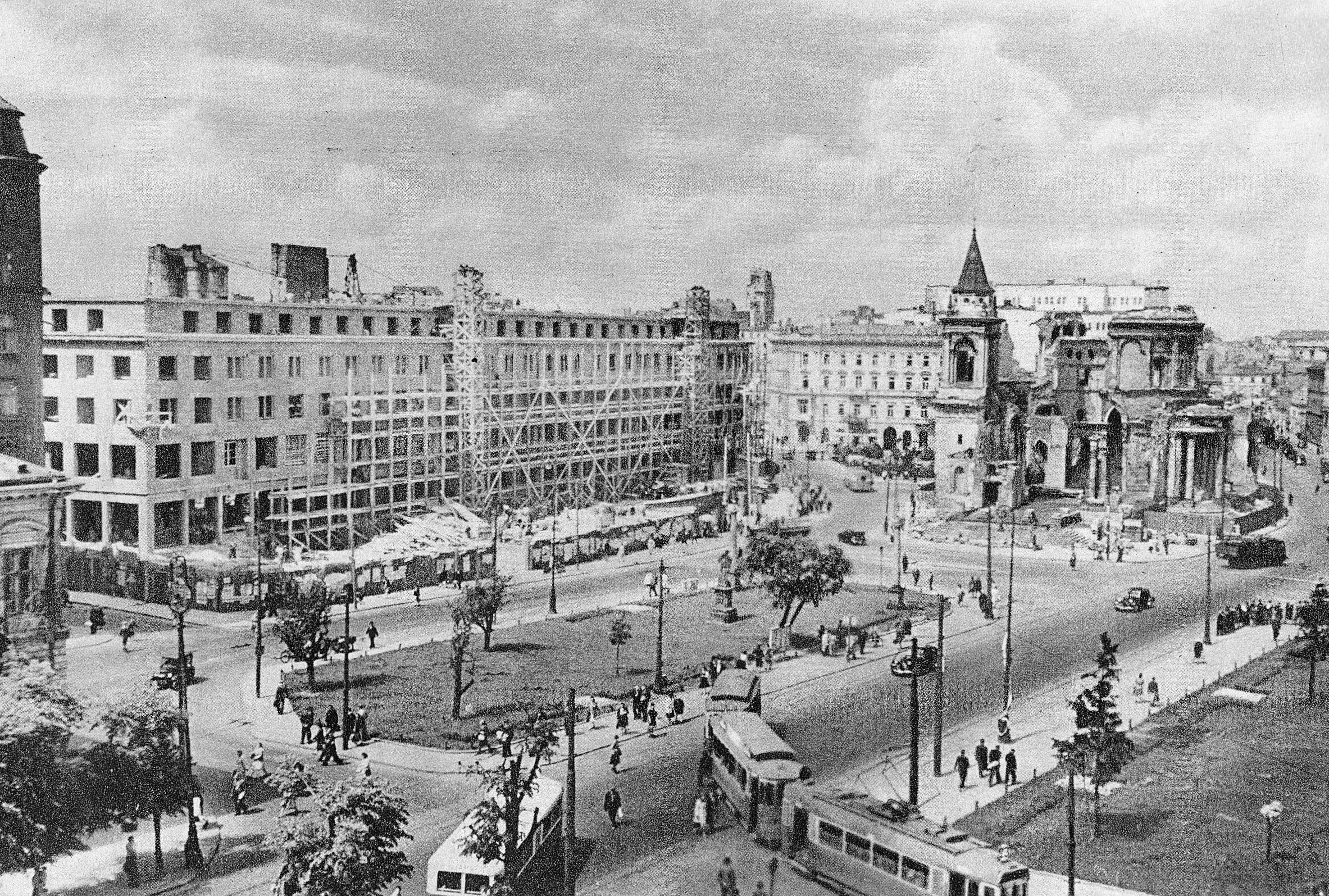
Odbudowa placu Trzech Krzyży w Warszawie na zdjęciu Leonarda Jabrzemskiego

Leonard Jabrzemski (ur. 1887 w Warszawie, zm. 10 kwietnia 1970 tamże) – polski fotograf. 

## Życiorys
Był członkiem Związku Polskich Artystów Fotografików, członkiem Polskiego Towarzystwa Fotograficznego oraz Stowarzyszenia Autorów ZAiKS. Miejsce szczególne w jego twórczości zajmowała fotografia architektury oraz fotografia pejzażowa. Był fotografem Biura Odbudowy Stolicy. Jako fotograf współpracował między innymi z warszawskim tygodnikiem ilustrowanym „Stolica”. Swoje zdjęcia prezentował także na wystawach. Zdjęcia Jabrzemskiego reprodukowane były również jako pocztówki i ilustracje książkowe. W 1951 jego zdjęcia zamieszczono w publikacji Bolesława Bieruta pt. Sześcioletni plan odbudowy Warszawy (Książka i Wiedza, Warszawa, 1951). Znany jest głównie jako autor zdjęć prezentujących zniszczenia i odbudowę Warszawy po II wojnie światowej. Jego zdjęcia pojawiły się między innymi w filmie dokumentalnym w reż. Tadeusza Makarczyńskiego pt. Powrót z 1985. 
W roku 1975 syn fotografa Roman Jabrzemski przekazał całe archiwum, liczące ok. 6000 negatywów Muzeum Historycznemu m.st. Warszawy. Na zdjęciach Leonarda Jabrzemskiego uwiecznione zostały między innymi Stare Miasto, Nowe Miasto, ruiny getta z kościołem św. Augustyna, Mariensztat oraz Trakt Królewski, a także rodzinny Żoliborz. W 2018 r. Muzeum Powstania Warszawskiego nabyło 36 fotografii Jabrzemskiego, tworzących 18 zestawień identycznych kadrów zburzonej i odbudowanej z ruin Warszawy, pochodzących z wystawy z początku lat 60 XX wieku. 